# بايا ماري
بايا ماري مدينة في شمال غربي رومانيا (بالرومانية: Baia Mare, بالألمانية: Frauenbach, بالهنغارية: Nagybánya) هي عاصمة مقاطعة ماراموريش. تقع على نهر ساسار. عدد السكان 140.937 نسمة (إحصاء 2002).

## توأمة
لبايا ماري اتفاقيات توأمة مع كل من:
- هدمزوفازارهلي منذ (2001 - )[14]
- هوليوود (2001 - )[15]
- كيتوي (1972 - )[16]
- نيرغهازا (2003 - )[17]
- سيرينو (2001 - )[18]
- سولنوك (1990 - )[19]
- فيلز (2000 - )[20]
- زالاو
- إيفانو-فرانكيفسك (1990 - )[21]
- بييلسكو-بياوا (2003 - )[22]

## أعلام
- باولا سيلينج
- ميليندا غيغر
- أوفيديو هوبان
- أدريان سينا
- إليمر هيرش
- كريستيان بالاج
- سورين سيرين، فيلسوف ومنطقي روماني.